# 京浜急行バス衣笠営業所
京浜急行バス衣笠営業所（けいひんきゅうこうバスきぬがさえいぎょうしょ）は、神奈川県横須賀市に所在する京浜急行バスの営業所。主に横須賀駅・衣笠駅を発着する路線を中心に所管している。JR横須賀線衣笠駅近くに3つの車庫を所有している。最寄りのバス停は「衣笠駅」または「三浦高校前」。営業所記号はE。

## 沿革

### 起源
営業所の起源についての詳細は不明だが、1933年（昭和8年）には前身である横須賀自動車の衣笠工場が小矢部444番地に存在している。横須賀自動車が横須賀駅 - 佐野枇杷山下（現在の佐野4丁目バス停付近）間の路線を法塔まで延長したのが1927年（昭和2年）、さらに衣笠まで延長したのが1934年（昭和9年）である（ただし「全国乘合自動車總覧」によると衣笠公園入口までの免許をこれ以前から持っている）ので、この頃に営業所が設置された可能性が高いが、あくまで推測に過ぎず確証はない。なお「京濱電氣鐵道沿革史」によると、1941年（昭和16年）頃には既に湘南電気鉄道の衣笠営業所および衣笠車庫として存在している。
同資料によると、1941年（昭和16年）暮れ頃（ただし京浜電気鉄道への合併前）の所管路線は、田浦 - 衣笠線、横須賀駅 - 衣笠線、横須賀駅 - 葉山線、横須賀駅 - 不入斗線、法塔 - 久里浜線、衣笠 - 衣笠公園線であり、このうち横須賀駅 - 葉山線の一部と法塔 - 久里浜線、衣笠 - 衣笠公園線は運行が休止されている。東京急行電鉄合併後は、営業路線の縮小を繰り返しながら終戦を迎えることとなる。

### 戦後復興と路線拡充
終戦後も燃料不足や物資不足で営業路線の縮小は続き、車輌不足を補うために、1947年（昭和22年）5月より神奈川営業所（1947年より休止、現東急バス川崎営業所へ統合）の川和線（東神奈川 - 川和）および杉田営業所（当時。分離前に休止？）の横浜線（杉田 - 横浜駅）を一時的に横浜市に委託し、それによって余剰となった車輌を転属させて運行を維持した。1948年（昭和23年）6月1日の京浜急行電鉄発足時に営業していた路線は衣笠駅 - 横須賀、長井 - 横須賀の2路線のみであった。
休止路線の再開は順次行われ、1948年中には市内線の横須賀駅乗り入れと池上線（横須賀駅 - 池上坂上）の運行が再開されている。その後も1955年（昭和30年）までに市内線の池上延長、市内循環線の運行開始、衣笠 - 木古庭間の運行開始など、路線の拡充が進んだ。なお、1948年8月から1954年3月まで、衣笠営業所は新設された三浦営業所の衣笠支所という扱いであった。
昭和30年代に入っても、池上線の衣笠までの全通、逗子線の全通、横須賀駅 - 高円坊線の開通などと路線の拡大は進んだ。これにより、現在の路線網がほぼ完成したと言える。またこの時期には海岸地区の小川港や三笠公園方面にも路線を開通させている。
昭和40年代に入るとモータリゼーションの進展により各地で路線の再編も行われるようになるが、衣笠営業所管内では先述の海岸地区の路線を廃止した程度で、横須賀駅 - 高円坊線の三浦海岸延長、鶴が丘循環線の運行開始など路線の新設も行われた。また1970年（昭和45年）には指定自動車工場が完成している。

### 年譜
- 1948年（昭和23年）
  - 6月1日： 東京急行電鉄より分離独立。京浜急行電鉄衣笠営業所として営業開始
  - 8月18日： 三浦営業所の新設に伴い、同営業所衣笠支所となる。
- 1954年（昭和29年）3月12日： 三浦営業所の廃止に伴い、衣笠営業所に昇格
- 1955年（昭和30年）12月16日： 衣笠営業所改築工事竣工
- 1970年（昭和45年）6月29日： 指定自動車整備工場が完成
- 1973年（昭和48年）5月14日： 管内の路線を「後乗り・前降り、運賃後払い方式」に変更する。
- 2003年（平成15年）10月1日： 京浜急行バス衣笠営業所となる。
- 2008年（平成20年）10月1日： PASMO導入

## 現行路線

### 市内線
- 須1： 横須賀駅 - 横須賀中央駅 - 聖徳寺坂上 - 佐野 - 衣笠十字路 - 衣笠駅

沿革
- 1948年（昭和23年）
  - 6月1日： 横須賀 - 佐野 - 衣笠駅が存在
  - 7月16日： 横須賀駅への乗り入れを再開
- 1950年（昭和25年）7月20日： 衣笠駅 - 池上十字路を延長
- 昭和30年代： 曹源寺 - 衣笠十字路間を現在の県道26号線経由に変更
- 昭和30年代後半： 衣笠駅 - 池上十字路を短縮
- 2024年（令和6年）3月16日 : 衣笠十字路発着便を廃止[1]。

市内線は横須賀駅から県道26号線を通り衣笠駅まで至る路線であり、衣笠営業所の主力路線の1つである。2003年には最大190便も運行されていたが、2010年代に入ってからは減便傾向で、現在は日中12分間隔、最大89便となっている。それに加えて、佐野六丁目 - 横須賀駅間では、横須賀西部・三崎発着の路線が通るため、通過本数は更に多くなる。
衣笠・佐野・上町地区から横須賀中央駅または大滝町までの利用者が大半で、横須賀駅までの利用は少ない。
路線の成立は、横須賀自動車の前身である横須賀市街自動車が1921年（大正10年）10月3日に横須賀駅 - 佐野枇杷山下（現在の佐野4丁目バス停付近、当時は汐見台に果樹園があった）間の運行を開始したのが始まりである。その後、1927年（昭和2年）5月に法塔まで、1934年（昭和9年）10月に衣笠（現在の営業所前、即ち当時の衣笠支所前か？）まで路線を延長している。国鉄横須賀線の衣笠駅開業後は、同駅発着に変更されている。
戦中・戦後を通して営業の休止はないと思われるが、輸送力不足により多くの積み残しを出していたようである。京急の社史によると、1948年（昭和23年）6月1日の会社設立（東急からの分離独立）時には国鉄の横須賀駅までは乗り入れていなかったようで、1948年（昭和23年）7月16日に横須賀駅乗り入れを再開した。また1950年（昭和25年）7月20日には衣笠駅を通り越して池上まで路線が延長されている。再び衣笠駅発着に変更された時期は不明だが、昭和30年代の後半には短縮されていたようだ。また同じく昭和30年代には曹源寺 - 衣笠十字路間の新道が開通し、路線も新道経由に変更されている。それ以降の経路変更等は無く、現在でも衣笠営業所の基幹路線として運行されている。

### 長井線

#### 大楠方面
- 須3： 横須賀駅 - 横須賀中央駅 - 衣笠十字路 - 武山 - 林 - 横須賀市民病院
- 須53： 横須賀駅 - 横須賀中央駅 - 衣笠十字路 - 山科台 - 武山 - 林 - 横須賀市民病院
- 衣3： 衣笠十字路 - 武山 - 林 - 横須賀市民病院
- 須4： 横須賀駅 - 横須賀中央駅 - 衣笠十字路 - 武山 - 林 - 横須賀市民病院 - 大楠芦名口 - 湘南佐島なぎさの丘 - 佐島マリーナ入口
- 衣4： 衣笠十字路 - 武山 - 林 - 横須賀市民病院 - 大楠芦名口 - 湘南佐島なぎさの丘 - 佐島マリーナ入口

沿革
- 1963年（昭和38年）10月21日： 横須賀駅 - 林 - 逗子駅間の運行を開始
- 1977年（昭和52年）4月1日： 横須賀駅 - 大楠芦名口が運行を開始
- 1986年（昭和61年）4月1日： 横須賀駅 - 横須賀市民病院・衣笠十字路 - 横須賀市民病院が運行を開始
- 1997年（平成9年）8月18日： 横須賀駅 - 林 - 逗子駅を廃止
- 2013年（平成25年）6月1日： 山科台経由を新設定[2]。
- 2016年（平成28年）12月16日： 須4、須54、衣4を大楠芦名口から湘南佐島なぎさの丘まで延長、衣54を廃止
- 2020年（令和2年）4月1日： 須54の横須賀駅発を廃止、湘南佐島なぎさの丘発のみの片道運行に変更[3]
- 2022年（令和4年）10月1日:衣53系統廃止（廃止案内）
- 2023年（令和5年）3月1日 : 須4・須54・衣4を佐島マリーナ入口まで延伸[4]。
- 2024年（令和6年）3月16日 : 須54（横須賀駅 - 衣笠十字路 - 山科台 - 佐島マリーナ入口）を廃止[1]。

横須賀市中心部から三浦半島西海岸の大楠地区への足となる路線である。横須賀市民病院への足も担っているため、同病院折返し便も存在する。途中の林までは長井方面行き等と同様に県道26号線を走行し、林交叉点からは国道134号を北へ進んで横須賀市民病院、更に進んで大楠芦名口、湘南佐島なぎさの丘・佐島マリーナとなる。大楠芦名口付近にはその名の通り大楠山の登山口がある。

この路線は、昭和30年代以降に必要性が注目された。それまでの大楠地区は旧大楠町といい、逗子との結びつきが比較的強かった。大楠町は昭和の大合併で横須賀市と合併するが、当時は逗子営業所の長井線（現在の逗4・6の両系統）しかバスの便がなく、東京湾側の横須賀市中心部へは林で横須賀駅 - 長井系統や三崎の横須賀三崎線に乗り換える必要があった。そこで、林交差点を長井系統とは反対に曲がり、大楠地区へ直行できる路線が必要となったのである。
1963年（昭和38年）10月21日に横須賀線逗子駅から葉山・林・衣笠を経由して横須賀駅に至る路線が開通したの始まりであるが、1970年（昭和45年）に京急に合併された三浦交通も昭和30年代に逗子駅 - 船越 - 横須賀 - 衣笠 - 林 - 逗子駅を開通させており、全線に渡って競合していた。その後1977年（昭和52年）4月1日には横須賀駅・衣笠駅 - 大楠芦名口線が運行を開始している。なお一時期衣笠営業所担当で横須賀駅 - 林方面を直通する便は衣笠駅を経由していたが、いつしか折返し便を含めて衣笠十字路発着に改められている。1983年（昭和58年）12月に横須賀市民病院が開院。市民病院利用客が増加したのをきっかけに1986年（昭和61年）4月1日に同病院折返しが設定された。しかし逗子駅直通便（逗8:逗子営業所担当）は道路混雑の影響もあり、1997年（平成9年）8月18日に廃止された。このため、横須賀市の秋谷地区と同市の中心部を結ぶ路線はなくなった。

#### 長井方面
- 須5： 横須賀駅 - 横須賀中央駅 - 衣笠十字路 - 武山 - 林 - 長井
- 衣5： 衣笠十字路 - 武山 - 林 - 長井
- 須8： 横須賀駅 - 横須賀中央駅 - 衣笠十字路 - 武山 - 林 - 長井 - 三崎口駅
- 衣6： 衣笠十字路 → 武山 → 林 → 長井 → 三崎口駅

年譜
- 1917年（大正6年）：平本自動車部の手により横須賀 - 三崎間で乗合自動車の運行開始[5]。
- 1921年（大正10年）： 平本自動車部から三浦自動車に路線が引き継がれる。
- 1921年： 臨海自動車が新規参入、三浦自動車と競合になる。
- 1938年（昭和13年）1月1日： 臨海自動車が合併により湘南半島自動車となる。
- 1940年（昭和15年）：三浦自動車が湘南半島自動車に合併され、湘南半島自動車単独となる。
- 1941年（昭和16年）11月21日： 合併により京浜電気鉄道の路線となる。
- 1942年（昭和17年）5月1日：合併により東京急行電鉄（大東急。現・東急バス）の路線となる。
- 1948年（昭和23年）
  - 6月1日： 京浜急行電鉄に引き渡される。この時点で横須賀 - 長井が既に存在。
  - 7月15日： 横須賀駅乗り入れを再開、衣笠十字路折返し便の衣笠駅乗り入れを再開（しばらく後に中止）
- 2013年（平成25年）6月1日： 山科台経由を新設定[6]
- 2016年（平成28年）12月16日： 衣55（衣笠十字路 → 長井）を廃止
- 2024年（令和6年）3月16日 : 須55（横須賀駅 - 衣笠十字路 - 山科台 - 長井）を廃止[1]。

横須賀駅から県道26号線を南下、林交叉点を左折して国道134号を南下し、長井へ向かう路線。一部の便はその先の京急線三崎口駅へと足を延ばす。横須賀市中心部と旧長井町のエリアを三崎県道経由で結ぶ路線としてはこちらの方が古く、三崎営業所担当の横須賀三崎線の区間便ともいえる路線である。三崎口駅発着便については三崎営業所との共管である（衣笠営業所の担当は平日と土曜の朝に限られる）。
路線の原型は1917年に平本自動車部によって開設された三崎 - 横須賀線を原型とする。 1921年に三浦自動車株式会社が設立されると同所によって運行されることとなった。その後、梁瀬自動車商会・三浦半島一周自動車の2社が長井エリアの路線バス事業に参入し、激しい旅客獲得運動が繰り広げられていたが、1925年に3社で営業協定を結ぶことで収束していった。
1930年代に入ると、現在の京浜急行電鉄の前身となる湘南電気鉄道が横浜市から浦賀までの鉄道路線を開通させた。同社は三浦半島全域に鉄道路線を敷設することを計画しており、手始めに1929年に三浦半島一周自動車を買収し傘下とした。1941年までには三浦半島を走る路線バス事業者はすべて京浜急行の傘下となった。この出来事によって現在の長井線にあたる部分が概ね形成された。

ちなみに、同年には衣笠から林までの京浜急行電鉄の路線（京急武山線）が計画された。1944年に建設が開始されたものの、資材不足により工事は中断される。終戦後も既存路線の復旧や三浦市への路線の建設を優先させたため、1966年には敷設免許を取り下げた。同線の未成用地の一部は県道26号に転用され、長井線の運行ルートとしても活用されている。

### 湘南池上循環線
- 須9 :　横須賀駅 → 坂本 → 池上十字路 → 湘南池上 → 池上一丁目 → 坂本 → 横須賀駅

沿革
- 2023年（令和4年）4月14日： 運行を開始[8]

横須賀駅から池上地区にある西武リアルティソリューションズの湘南池上分譲地を経由して再び横須賀駅に戻る路線である。後述する池上線とは途中までの路線が同じだが、本路線は池上住宅入口には停車しない。

### 池上線
- 須10： 横須賀駅 - 汐入駅 - 坂本坂上 - 池上十字路 - 衣笠駅
- 汐10： 汐入駅 - 坂本坂上 - 池上十字路 - 衣笠駅
- 衣19： 衣笠駅 - 池上十字路 - 坂本坂上 - 汐入駅 - 横須賀中央駅 - 安浦二丁目

沿革
- 1926年（昭和2年）： 横須賀駅 - 池上坂上間が開通
- 1948年（昭和23年）11月1日： 横須賀駅 - 池上坂上間が運行を再開
- 1954年（昭和29年）2月21日： 池上坂上 - 衣笠十字路間を延長
- 1966年（昭和41年）： 衣笠駅 - 衣笠十字路を短縮
- 1976年（昭和51年）1月： 坂本 - 池上十字路間をトンネル経由に変更
- 2000年（平成12年）4月3日： 衣笠駅→横須賀中央駅→衣笠駅（衣10）が開通
- 2003年（平成15年）4月16日： 池上坂上折返し便（初代 : 須9）を廃止、衣10を安浦二丁目まで延長（衣19とする）

池上線は、横須賀駅・京急本線汐入駅から坂本・池上地区を経由して衣笠駅に至る路線である。市内線と並び、こちらも運行回数150回を数えるドル箱路線である。日中は快特停車駅である横須賀中央駅を経由する便（衣19系統）も設定されている。
1926年にJR横須賀駅 - 池上坂上間が開通したが、一時期休止となり、1948年（昭和23年）11月1日に運行を再開している。また衣笠側は、1950年（昭和25年）7月20日に市内線が池上まで延長されている。その後、1954年（昭和29年）2月21日に池上坂上 - 衣笠十字路間が延長された。なお衣笠十字路発着は、現在JR衣笠駅発着に変更されている。1976年（昭和51年）1月には新池上トンネル（坂本 - 池上十字路間）が開通して道路の付け替えが行われ、バスも新設のトンネルを通るようになった。これまでの同区間は狭隘区間でありワンマン化の実施が難しかったが、トンネルの開通によりワンマンでも運行ができるようになった。またこの時、旧道にある池上坂上で折り返す区間便（須9系統）も残されたが、運行回数は徐々に減らされていき、2003年（平成15年）4月16日のダイヤ修正でこの区間便は消滅した。末期は平日朝の5便のみの運行であったが、折返し場が狭いため始発便運転前に職員が軽トラックでやってきて笛を吹きながらバスを折り返させる光景が見られた。
横須賀中央駅発着便は、2000年（平成12年）4月3日に 衣笠駅 → 池上 → 汐入駅 → 市役所前 → 横須賀中央駅 → 汐入駅 → 池上 → 衣笠駅 の循環系統（衣10系統）が新設されたのが始まりで、2003年4月16日に現在の安浦二丁目発着（衣19系統）に変更され現在の形態になった。これにより横須賀中央駅までの所要時間が短縮されたが、横須賀市役所は経由しなくなった。

### YRP線
- 須11： 横須賀駅 - 横須賀中央駅  - 衣笠十字路 - 武山 - 通信研究所 - YRPセンター ← 光の丘5番
- 衣11 : 衣笠十字路 ← 武山 ← 通信研究所 ← YRPセンター ← 光の丘5番

沿革
- 1975年（昭和50年）4月1日： 横須賀駅 - 通信研究所、武山 - 通信研究所の運行を開始
- 1989年（平成元年）
  - 9月30日： 横須賀駅 - 通信研究所、武山 - 通信研究所を廃止
  - 10月1日 : 横須賀市民病院 - 通信研究所 - YRP野比駅の運行に変更されるが、久里浜営業所の担当になる。
- 2002年（平成14年）2月 : 現在の横須賀駅 - 通信研究所 - YRPの形になる。
- 2020年（令和2年）4月1日 : 衣笠十字路終着便（衣11）を新設する[3]。

横須賀駅から衣笠十字路・武山を経由して電波・情報の研究地点として整備された横須賀リサーチパークへ至る路線である。同所へ至る路線バスはYRP野比駅から運行されているため、横須賀駅からの便は少なく、平日朝夕を中心に運行されている。
当路線の原型は1970年代後半から衣笠十字路 - 通信研究所および武山 - 通信研究所の2路線が開設したことに由来する。同2路線は1989年9月まで運行され、10月より久里浜営業所に移管されたうえで横須賀市民病院 - 通信研究所 - YRP野比駅の運行に変わった。

### 平成町循環線

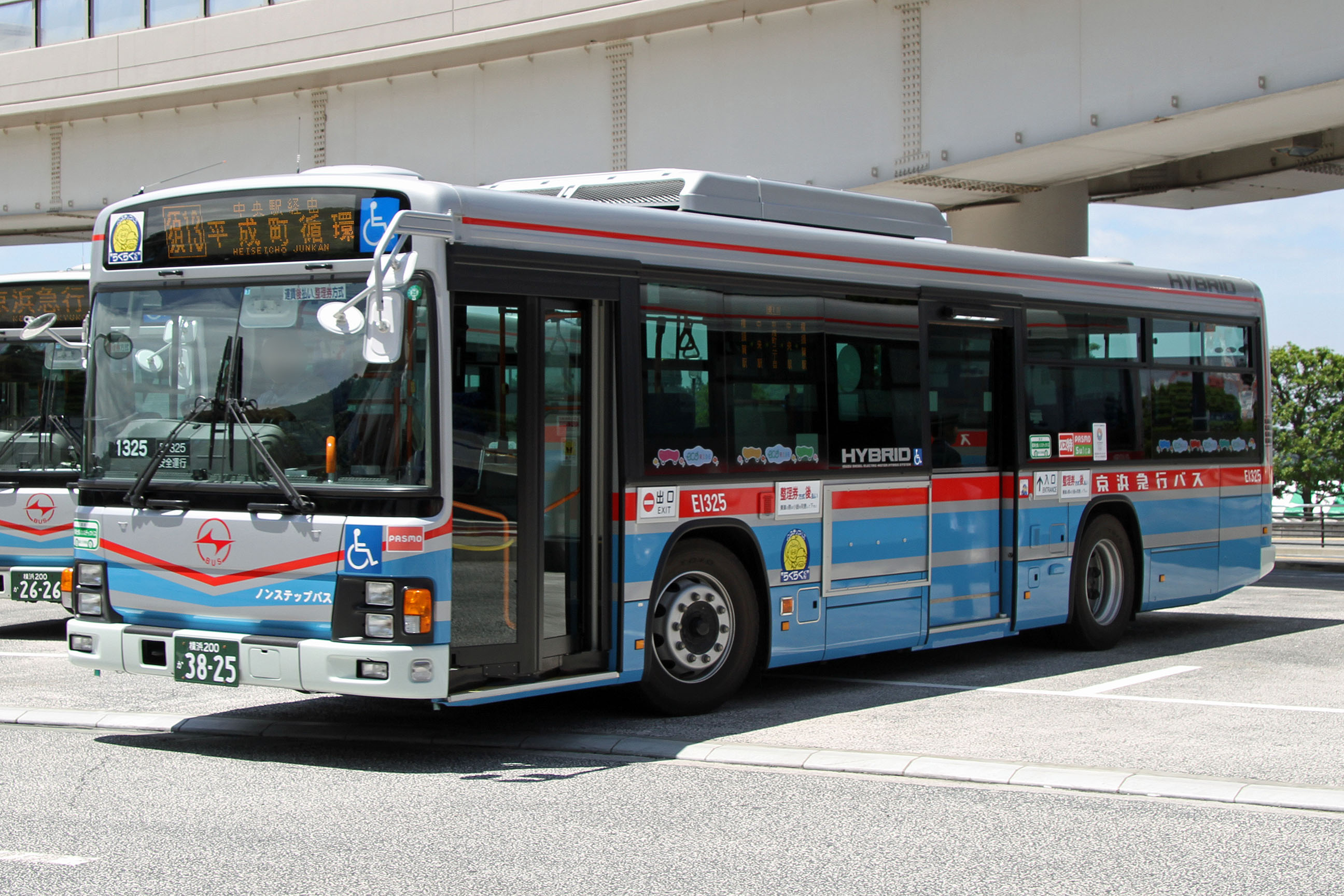
平成町循環線に使用されるハイブリッドバス

- 須12：横須賀駅 → 市役所前 → 平成町二丁目 → 聖徳寺坂下 → 横須賀中央駅 → 横須賀駅
- 須13：横須賀駅 → 横須賀中央駅 → 平成町二丁目 → 聖徳寺坂下 → 横須賀中央駅 → 横須賀駅

沿革
- 2000年（平成12年）4月3日： 市内循環線を廃止し、安浦循環線の運行を開始
- 2001年（平成13年）10月1日： 安浦循環線を廃止し、平成町循環線の運行を開始
- 2014年頃：堀内営業所に移管。
- 2022年（令和4年）3月13日： 堀内営業所の閉鎖に伴い、衣笠営業所に再移管。

平成町循環線は、横須賀駅から横須賀中央駅を経由し、平成町地区を循環して再び横須賀駅へと戻ってくる路線である。朝の時間帯の便は往路のみ市役所前を経由する。
もともと市役所から聖徳寺坂下方面へは市内循環線（須11・須12）が運行されていたが、2000年（平成12年）4月3日の改編で同路線が廃止されると、代替路線として 横須賀駅→市役所前→安浦二丁目→市役所前→横須賀駅 の安浦循環線（須12系統）が運行を開始した。その安浦循環線が2001年（平成13年）10月1日より平成町地区まで延長され、現在の路線となった。この時、朝の4便を残して横須賀中央駅経由に変更され、市役所前を通る便は激減した。

### 大明寺線
- 須18： 横須賀駅 - 横須賀中央駅 - 不入斗橋 - 総合体育会館 - 三浦高校前 - 衣笠駅

沿革
- 1980年（昭和55年）5月15日： 横須賀駅 - 総合体育会館 - 衣笠駅が開通

大明寺線は、JR横須賀駅から途中の不入斗橋（いりやまずばし）まで市内線と同じ県道26号線を通り、同停留所から分岐して鶴が丘地区を経由し、衣笠駅に至る路線である。西来寺循環線と共に鶴が丘地区から京急線への輸送がメインだが、池上線と合流する三浦高校前からの乗車もそれなりにある。路線名は三浦高校前の停留所付近にある大明寺から取っており、バスの側面方向幕にも表示されている。
1980年（昭和55年）5月15日の開設で、既設の鶴が丘循環線の補完的役割を負っていた。しかし横須賀中央駅への直通が便利であるため、徐々に本数は増回されていき、現在では毎時2本が運行されている。運用は他系統と共通で、西来寺循環線の出入庫便としての役割も持つ。

### 西来寺循環線
- 須20： 横須賀駅 → 汐入駅 → 坂本坂上 → 不入斗中学 → 鶴が丘郵便局 → 坂本坂上 → 汐入駅 → 横須賀駅
- 須20： 横須賀駅 → 汐入駅 → 坂本坂上 → 不入斗中学 → 不入斗橋
- 須21： 横須賀駅 → 汐入駅 → 坂本坂上 → 鶴が丘郵便局 → 不入斗中学 → 坂本坂上 → 汐入駅 → 横須賀駅
- 須21： 横須賀駅 → 汐入駅 → 坂本坂上 → 鶴が丘郵便局 → 鶴久保小学校

沿革
- 1952年（昭和27年）8月1日： 市内循環線（横須賀駅 - 市役所 - 不入斗中 - 横須賀駅）の運行を開始
- 時期不明： 横須賀駅 - 長源寺坂の運行を開始
- 1957年（昭和32年）7月1日： 横須賀駅 - 長源寺坂を不入斗橋まで延長
- 1966年（昭和41年）10月1日： 横須賀駅 - 不入斗橋を延長、鶴が丘循環（横須賀駅 - 鶴が丘 - 長源寺 - 横須賀駅）とする
- 1986年（昭和51年）1月16日： 横須賀駅 - 長源寺坂 - 不入斗橋・横須賀駅 - 鶴が丘 - 鶴久保小学校の運行を開始
- 1999年（平成11年）2月12日： 西来寺循環線（横須賀駅 - 鶴が丘 - 不入斗中 - 横須賀駅）の運行を開始
- 2000年（平成12年）4月3日： 市内循環線（須11・須12・須13）・鶴が丘循環線（須14・須15・須16）を廃止

西来寺循環線は、横須賀駅・汐入駅から不入斗・鶴が丘地区を経由して再び横須賀駅へと戻ってくる循環路線である。当初は内回り（須21）・外回り（須20）がほぼ均等に運行されていたが、2008年1月のダイヤ改正で、従来の運行系統（須20西来寺経由西来寺循環、須21鶴ヶ丘経由西来寺循環、両系統を終日運転）を13時台までは須20西来寺経由西来寺循環、14時台から須21鶴ヶ丘経由西来寺循環で運転（時刻は横須賀駅基準）するダイヤに改正した。
路線のルーツは1952年（昭和27年）に開通した市内循環線と、1966年（昭和41年）に開通した鶴が丘循環線にある。市内循環線は横須賀駅を起点として、市役所 - 聖徳寺坂下 - 不入斗橋 - 不入斗中学 - 坂本坂上と経由して再び横須賀駅に戻ってくる循環路線であり、鶴が丘循環線も同様に、横須賀駅から、汐入駅 - 長源寺坂下 - 不入斗橋 - 鶴が丘 - 坂本坂上と経由して横須賀駅へともどる路線であった。しかし平成に入って利用者が減少してくると路線維持が難しくなり、1999年（平成11年）2月12日より両路線の利用者の多い区間だけを統合した西来寺循環線（須20・須21）の運行が開始された。その結果市内循環・鶴が丘循環両線は減便され、その後の2000年（平成12年）4月3日の改編で廃止されてしまった。出入庫用として不入斗中学経由不入斗橋行き（須13）と鶴久保小学校行き（須17）は残されたが、現在はそれぞれ須20・須21と本線の系統番号で案内している。

### 横須賀中央・三笠循環線
- 中央1：横須賀駅 → 汐留(よこすか近代遺産ミュージアム ティボディエ邸) → 神奈川歯科大学附属病院 → 三笠公園 → ポートマーケット前 → 横須賀中央駅 → 横須賀駅

沿革
- 2013年（平成25年）3月15日 - 運行開始
- 2017年（平成29年）4月 - 運行形態変更[9]
- 2021年（令和3年）3月5日 - 運行経路・停車停留所が変更される[10]。
- 2022年（令和4年）3月13日 - 堀内営業所の閉鎖に伴い、衣笠営業所に移管。
- 2023年（令和5年）10月1日 - ダイヤ改正で一部の便に限り、横須賀中央駅から三笠公園方面へ乗り通しが可能となる。

横須賀中央駅から新港ふ頭を循環する一方向の路線で、2013年3月15日より運行を開始した。当路線開設に伴い、神奈川歯科大学附属病院・三笠公園・ポートマーケット前の各停留所が新設された。1時間に1 - 2本程度の運行である。当初は横須賀中央駅から循環する形で運行されていたが、2017年4月から横須賀駅発着に変更された。
本系統は大人180円（IC178円）、小児90円（IC89円）の均一制運賃を採用している。
2021年3月5日のダイヤ改正から、上記の停留所のみ停車する運行形態となった。車両は特別塗装された日野・ポンチョが使用されるが、中型車が使用されることもある。
また、同年の10月に “よこすか近代遺産ミュージアム ティボディエ邸“ が開館したことに伴い、同施設の最寄りバス停である汐留に副名称が追加された。当初は中央1のみの案内だったが、現在は汐留を通るすべての路線で案内されている。
2023年10月1日のダイヤ改正から、一部の便は横須賀駅で終点とならず、三笠公園・ポートマーケット前へ乗り通しが可能となった。三笠公園・ポートマーケット前・横須賀中央駅の時刻表にのみ、乗り通しが可能な便は「循環運行」、乗り通せない便は「横須賀駅行」で区別がされている。

### 湘南国際村線
- 汐16： 汐入駅 - 坂本坂上 - 池上十字路 - 木古庭 - 上山口小学校 - 湘南国際村センター前

沿革
- 1996年（平成8年）6月3日： 汐入駅 - 湘南国際村が開通
- 2008年（平成20年）3月16日： 湘南国際村バスターミナル廃止に伴い湘南国際村センター前起終着となる[13]。

湘南国際村線は汐入駅から池上十字路・木古庭を経由して、横須賀市と葉山町にまたがる湘南国際村へと至る路線である。

### しょうぶ園循環線
- 衣25： 衣笠駅 → 池上中学 → しょうぶ園 → 平作五丁目 → 池上中学 → 衣笠駅

沿革
- 2004年（平成16年）3月1日： 衣笠駅 → しょうぶ園 → 衣笠駅が運行を開始

しょうぶ園循環線は2004年（平成16年）3月1日に開設された。衣笠駅から池上・平作地区を循環して再び衣笠駅へと戻る路線である。路線の開設により同地区の利便性が向上した他、横須賀市しょうぶ園へのアクセスも向上した。池上中学 - しょうぶ園間は狭隘区間であるため、中型バスにより運行される。

### 大津線

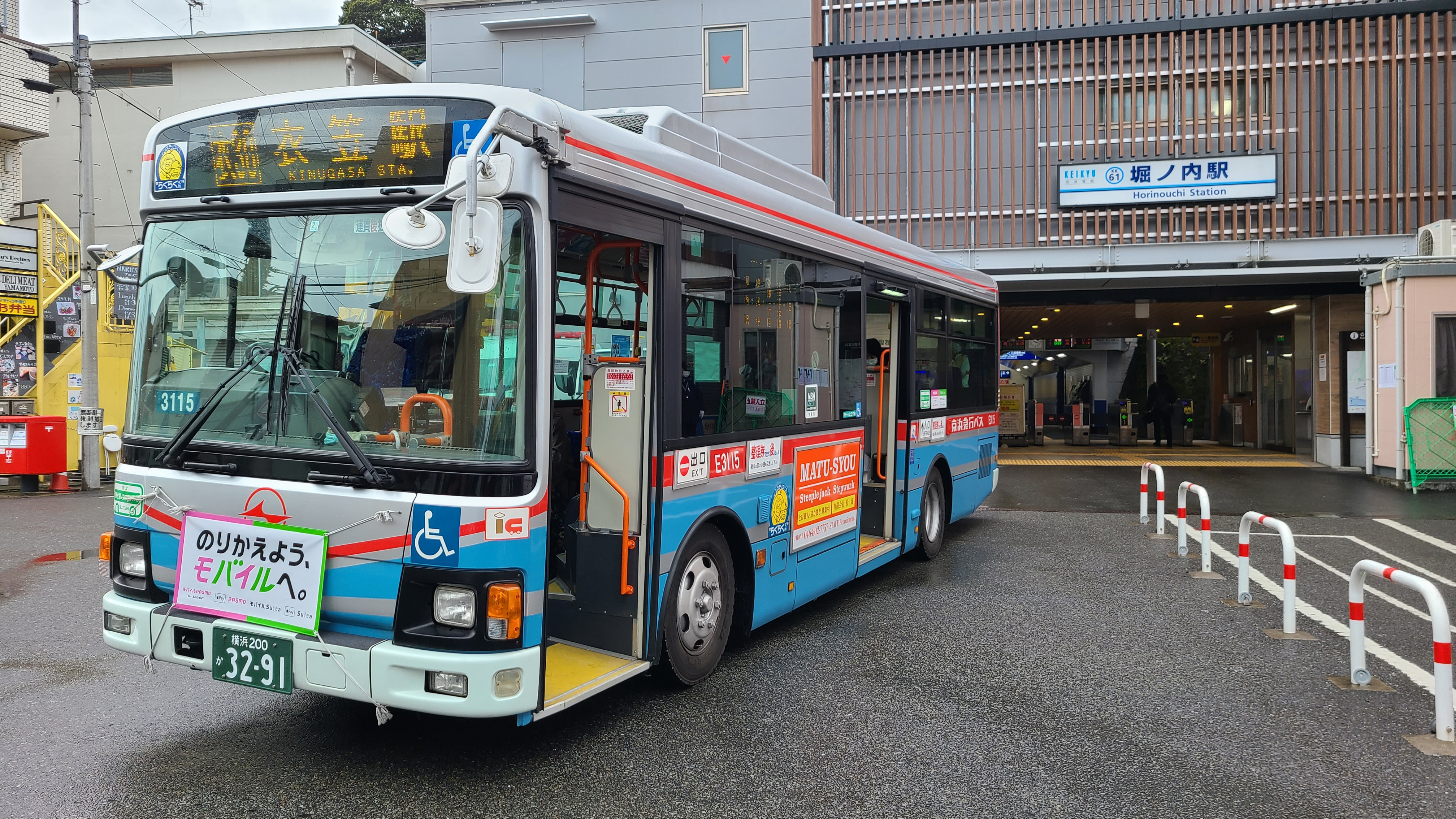
堀内駅に停車中のE3115号車

- 衣30：堀内駅 - 堀内 - 妙真寺 - 五郎橋 - 衣笠十字路 - 衣笠駅

沿革
- 1955年（昭和30年）11月16日：衣笠駅 - 横須賀堀内駅間の運行を開始。
- 2002年（平成14年）10月1日：横須賀京急バス（当時）が衣30の受託運行を開始。
- 2006年（平成18年）6月1日：横須賀京急バスが湘南京急バスに商号を変更。
- 2022年（令和4年）3月13日：堀内営業所の閉鎖に伴い、衣笠営業所に移管。

大津線は、京急線の堀ノ内駅から三春町の山崎地区と公郷町を経由して横須賀線の衣笠駅までを結ぶ路線である。衣笠駅 - 公郷一丁目·五郎橋間は衣35が並行して運転している。
基本的には中型バスで運行されており、衣笠営業所へ移管後は大型バスでの運行が多くなった。なお、堀内営業所時代は、エアロミディやポンチョなど小型バスが運行に入るケースも多く、ラッシュ時にも運行されていた。

### 久里浜線
- 衣35： JR久里浜駅 - 五郎橋 - 衣笠十字路 - 衣笠駅

沿革
- 1955年（昭和30年）7月10日： 久里浜駅 - 衣笠駅間の運行を開始。
- 2006年（平成18年）12月1日： 久里浜営業所から堀内営業所へ移管。
- 2021年（令和3年）5月16日： 堀内営業所から移管[14]。

久里浜駅から国道134号、県道27号を走り、衣笠駅までを結ぶ路線であり、全線が横須賀線と並行している。
久里浜線は1955年（昭和30年）に運行を開始しているが、衣笠と久里浜を結ぶ路線は戦前にも存在した。すなわち、京浜急行バスの前身である湘南電気鉄道のバス分門が、法塔から大津を経て久里浜新田へ至る路線を1937年（昭和12年）3月に申請し、1939年（昭和14年）10月に免許を得ている。さらに道路を改修して翌1940年（昭和15年）2月21日に営業を開始した。この時の担当は衣笠営業所であった。しかし、戦争によるガソリン消費規制や道路改修の影響で、1941年（昭和16年）2月、開業後1年にして運行休止となった。なお、当時起点であった法塔は県道27号の旧道と同26号の旧道が交叉するところであるが、途中経由地や終点の久里浜新田の場所は不明である。

### 逗子線
- 逗15： 衣笠駅 - 池上十字路 - 木古庭 - 上山口小学校 - 葉山大道 - 長柄橋 - 逗子駅

沿革
- 1950年（昭和25年）7月20日： 衣笠十字路 - 池上十字路間の運行を開始
- 1952年（昭和27年）10月11日： 池上十字路 - 木古庭を延長
- 1960年（昭和35年）9月5日： 木古庭 - 逗子駅を延長
- 1960年頃： 三浦交通が衣笠駅 - 木古庭 - 逗子駅の運行を開始
- 1970年（昭和45年）10月1日： 三浦交通の路線を継承
- 時期不明： 衣笠駅発着に変更短縮

逗子線は衣笠駅から葉山町を経由して逗子駅へと至る路線である。2015年4月1日に大半の便が逗子営業所より移管された。

### 高速リムジンバス 横須賀西地区線
横須賀西地区から横浜横須賀道路・首都高速湾岸線・狩場線・横羽線経由で横浜駅(YCAT)に向かう高速バス。平日と土休日では運行形態が変わる。クローズドドアを採用しており、横須賀西地区のみの利用はできない。過去には逗子営業所も葉山発着便のみ担当していたが、現在は全便が衣笠営業所の担当となっている。
平日は以下の形態で運行される。
- 横須賀市民病院  - (高速道路) -  横浜駅(YCAT)（3往復）

途中、横須賀市民病院・林 - 金子間を通り、横浜横須賀道路 衣笠ICから湾岸線経由。横浜駅行のみ横浜駅改札口前に降車専用として停車する。朝は横浜駅行、夕夜は横須賀市民病院行が運転される。
- 電力中央研究所 - 湘南国際村センター前 - (高速道路) - 横浜駅(YCAT)（2往復）

途中、電力中央研究所正門・長坂・大楠芦名口・立石・湘南国際村を通り、三浦中央道路・逗葉新道・横浜横須賀道路 逗子ICから湾岸線を経由する。横浜駅行のみ横浜駅改札口前に降車専用として停車する。朝の横浜駅発と午後以降の電力中央研究所発が運行される。始発停留所である電力中央研究所は、施設構内に位置しており、関係者以外の乗降はできない。電力中央研究所正門は、敷地内ではあるが守衛所の外にあるため、一般客の乗降が可能である。
・大楠芦名口 - 葉山 - (高速道路) - 横浜駅(YCAT)（1往復）
途中、立石・久留和海岸・葉山〜長柄橋・川久保を通り、逗葉新道・横浜横須賀道路 逗子ICから湾岸線を経由する。横浜行のみ横浜駅改札口前に降車専用として停車する。朝は大楠芦名口から運行され、夕方は横浜駅から運行される。
休日は以下の形態で運行される。
- 横須賀市民病院 - (高速道路) - 横浜駅(YCAT)（2.5往復）

途中、横須賀市民病院・林 - 金子間を通り、横浜横須賀道路 衣笠ICから湾岸線を経由する。横浜駅行のみ横浜駅改札口前に降車専用として停車する。朝～昼に横浜駅行が3本、夕夜は横須賀市民病院行が2本運転される。
- 大楠芦名口 - 湘南国際村センター前 - (高速道路) - 横浜駅(YCAT)（2往復）

途中、立石・湘南国際村を通り、三浦中央道路・逗葉新道・横浜横須賀道路 逗子ICから湾岸線を経る。横浜駅行のみ横浜駅改札口前に降車専用として停車する。朝に大楠芦名口行が運行される。
・大楠芦名口 - 葉山 - (高速道路) - 横浜駅(YCAT)（1往復）
途中、立石・久留和海岸・葉山〜長柄橋・川久保にとまり逗葉新道・横浜横須賀道路 逗子ICから湾岸線を経由する。横浜駅行のみ横浜駅改札口前に降車専用として停車する。朝は大楠芦名口から運行され、夕方は横浜駅から運行される。

## 廃止移管路線
- 汐16： 汐入駅 - 坂本坂上 - 池上十字路 - 木古庭 - 上山口小学校 - 湘南国際村バスターミナル

湘南国際村センター前 - 湘南国際村バスターミナル間の廃止（前述）
- 系統番号ナシ： 長井 - 赤羽根 - 長浜海岸

昭和40年代から昭和終期まで夏期のみ運転。運転手が肉声で案内を行っていた。
- 衣13： 衣笠駅 - 池上十字路 - 木古庭 - 上山口小学校
- 衣14： 衣笠駅 - 池上十字路 - 木古庭 - 上山口小学校 - 葉山大道 - 葉山町福祉文化会館

衣13は逗15の区間運行系統。衣14の廃止で葉山町福祉文化会館から出発するバスは逗子行のみとなった。
- 須1 : 横須賀駅 - 横須賀中央駅 - 聖徳寺坂上 - 佐野 - 衣笠十字路

市内線の出入庫便として営業所のある衣笠十字路発着の便も運行されていた。再末期は平日の朝と夕方に数本運行されるのみであり、2024年（令和6年）3月16日に廃止された。
- 須54 : 佐島マリーナ入口 → 大楠芦名口 → 横須賀市民病院 → 林 → 武山 → 山科台 → 衣笠十字路 → 横須賀中央駅 → 横須賀駅
- 須55： 横須賀駅 - 横須賀中央駅 - 衣笠十字路 - 山科台 - 武山 - 林 - 長井

2024年（令和6年）3月16日に廃止された。

### 三浦海岸線
- 衣2： 衣笠十字路 - 武山 - 一騎塚 - 高円坊 - 三浦海岸駅
- 海3： 三浦海岸駅 - 高円坊 - 武山住宅 - 林 - 横須賀市民病院

沿革
- 1960年（昭和35年）11月1日： 横須賀駅・衣笠十字路 - 高円坊間の運行を開始
- 1965年（昭和40年）12月16日： 高円坊 - 上宮田を延長
- 1966年（昭和41年）7月8日： 三浦海岸駅発着に変更
- 時期不明： 衣笠十字路折返し便を衣笠駅まで延長
- 時期不明： 衣笠十字路 - 衣笠駅を短縮
- 2003年（平成15年）4月16日： 横須賀駅発着便を廃止、衣笠十字路 - 三浦海岸駅に短縮
- 2005年（平成17年）2月16日： 三浦海岸駅 - 横須賀市民病院の運行を開始
- 2020年（令和2年）10月1日：三崎営業所へ移管。

三浦海岸線は、営業所のある衣笠十字路から県道26号線を一騎塚まで南下し、そこから須軽谷・高円坊といった集落を経由して京急久里浜線三浦海岸駅へと至る路線である。また三浦海岸駅から高円坊・須軽谷を経由して横須賀市民病院へと至る路線も運行されている。
路線の開業は1960年（昭和35年）11月1日で、横須賀駅 - 高円坊が運行を開始した。1965年（昭和40年）12月16日には上宮田まで延長されて、ほぼ現在の姿となる。翌1966年（昭和41年）7月7日には三浦海岸駅が開業し、翌日8日に三崎方面への路線が開通していることから、この日に三浦海岸駅発着に変更となったものと思われる。衣笠十字路発着便は一時期衣笠駅まで乗り入れたが、いつしか元の十字路発着に戻されている。一方の横須賀駅発着便（須2）は道路混雑で定時運行が難しいことから、2003年（平成15年）4月16日の改編で廃止された。残った衣笠十字路発着便（衣2）も、2005年（平成17年）2月16日に 三浦海岸駅 - 高円坊 - 林 - 横須賀市民病院（海3）が開設されたため昼間時の運行が殆ど無くなり、日中は2 - 3時間に1本と実質出入庫路線と化していた。

## 割引乗車券の通用範囲
京浜急行電鉄発行の割引乗車券のうち、よこすか満喫きっぷは、各線の横須賀駅停留所～横須賀中央駅停留所間の他、平成町・三笠循環各線の全区間で利用可能。三浦半島1DAY・2DAYきっぷ・三浦半島まるごときっぷは、高速リムジンバス 横須賀西地区線を除く全路線で利用可能。

## 車両

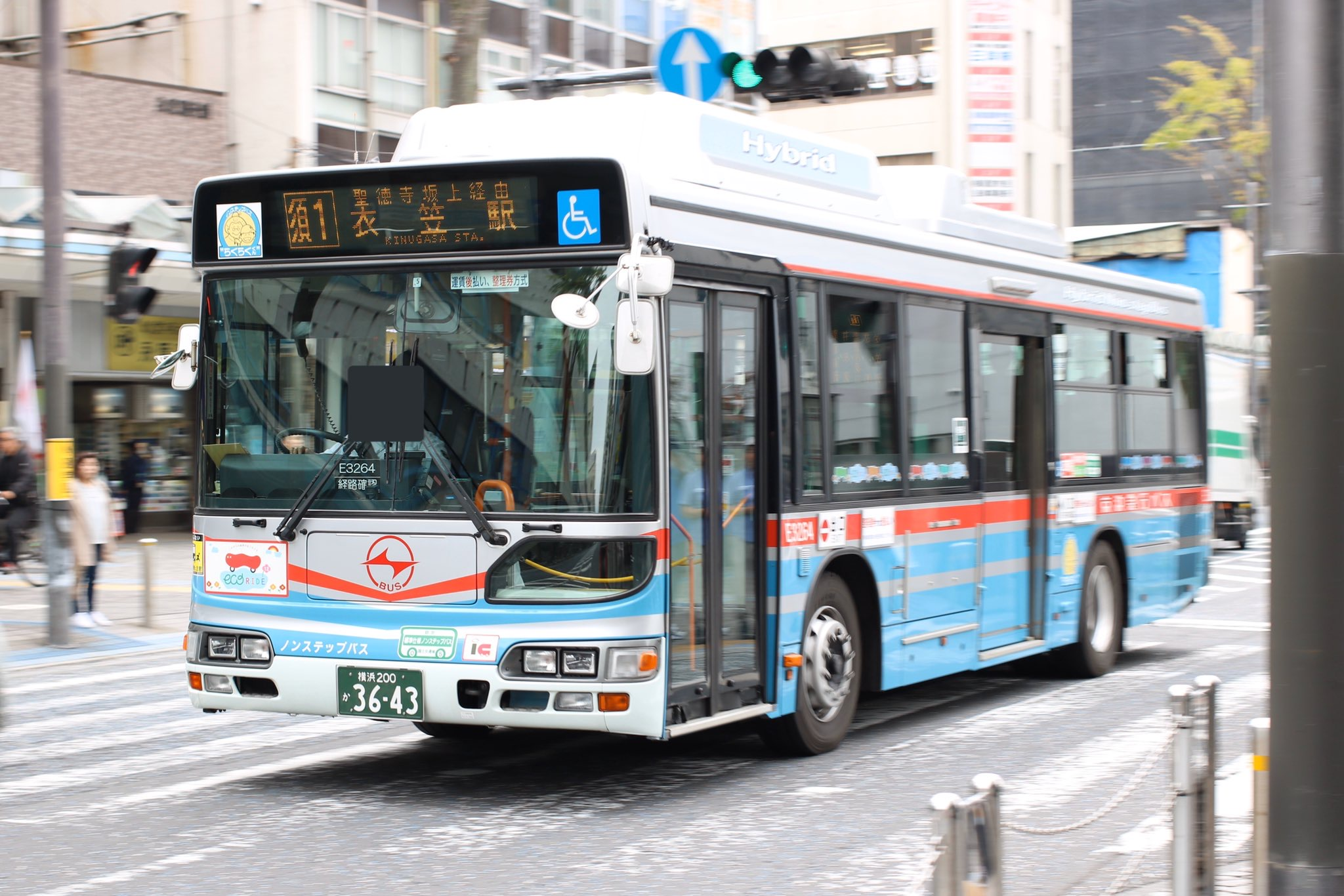
日野ブルーリボンシティ・ハイブリッド(横須賀中央駅付近)

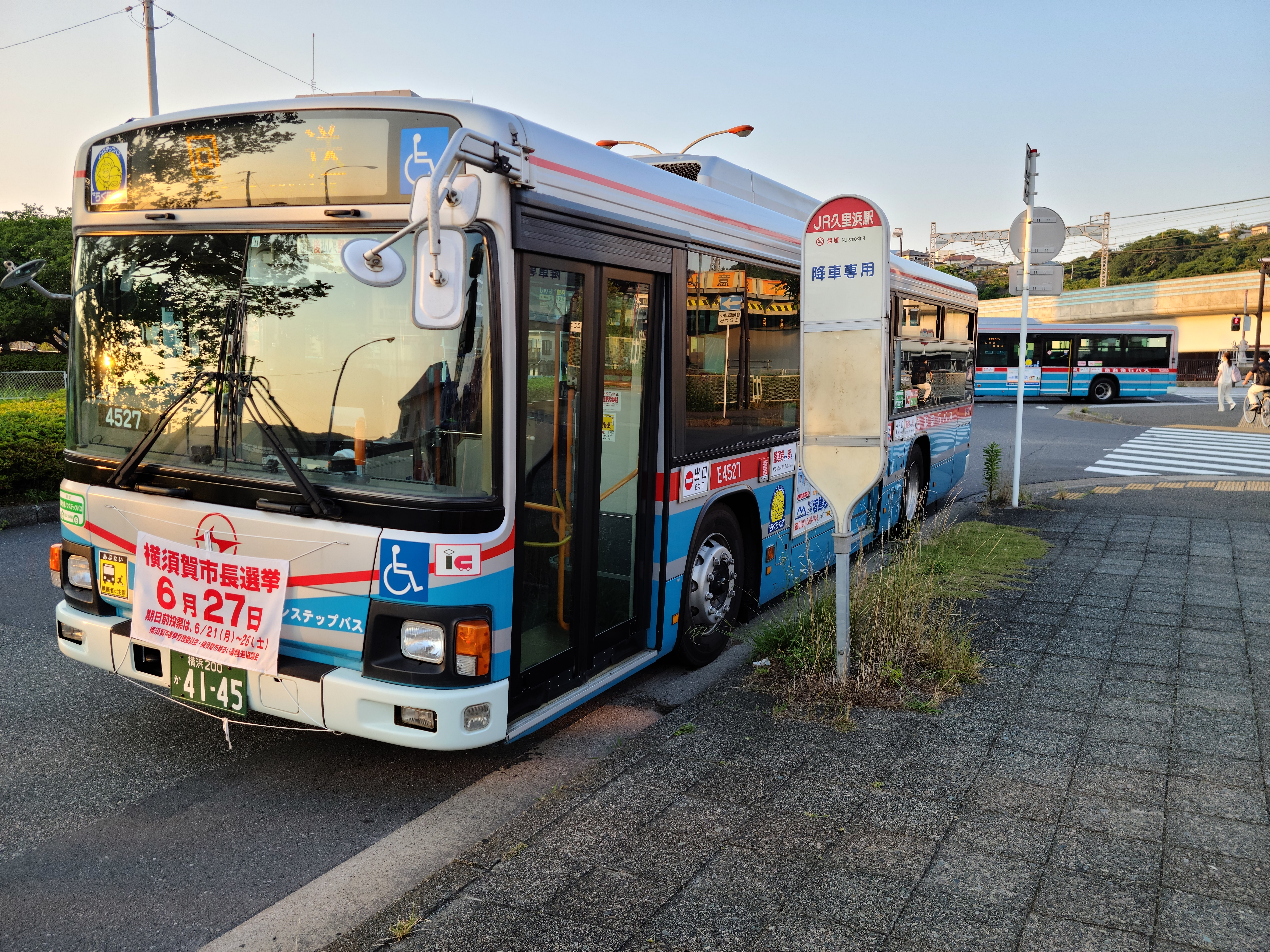
日野ブルーリボンⅡ(ＪＲ久里浜駅)

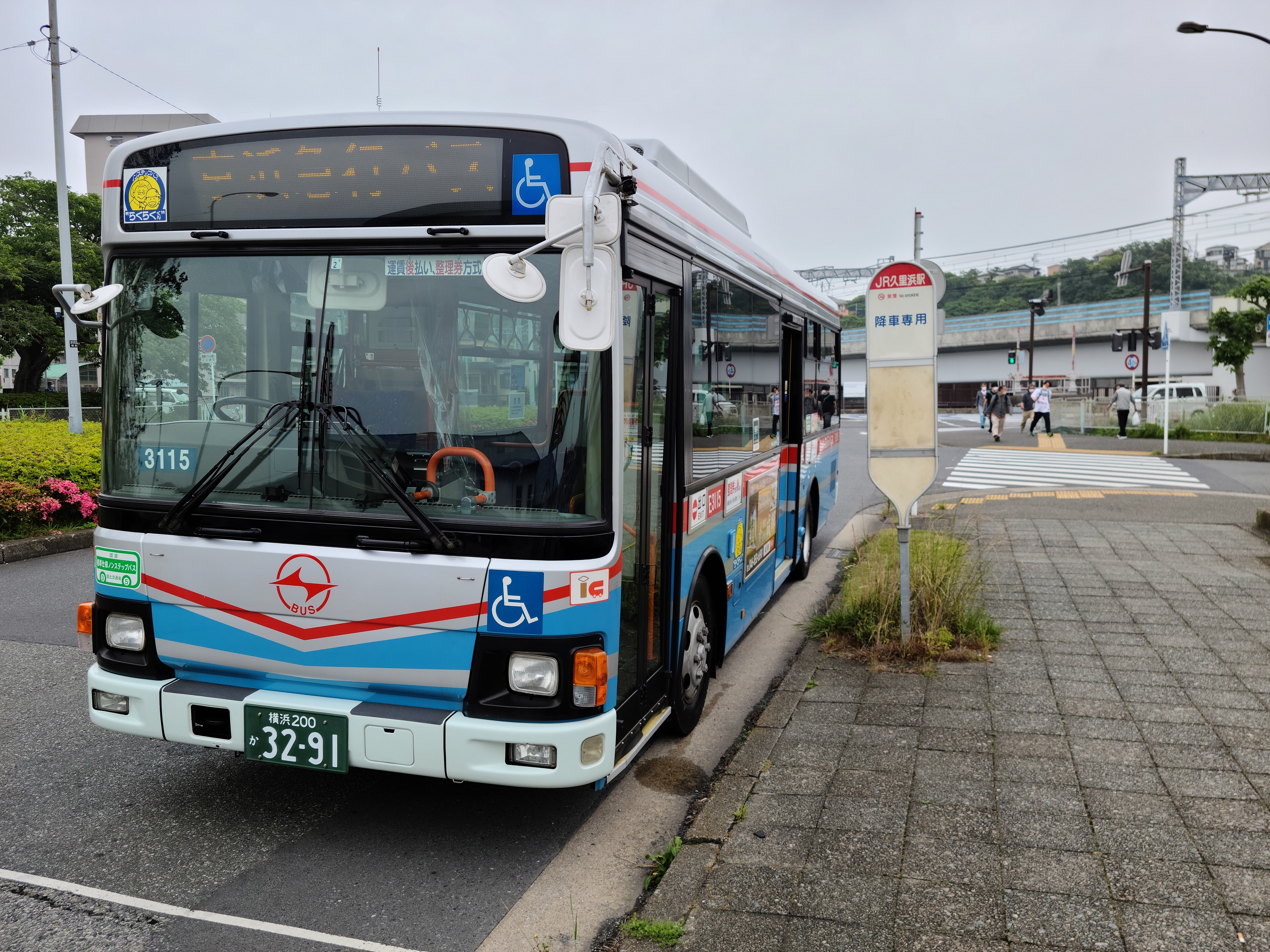
日野レインボーⅡ(ＪＲ久里浜駅)

かつてはいすゞ自動車と日野自動車からおよそ半分ずつほど投入されていた。近年は車種選択見直しに伴い、いすゞ・エルガや日野・ブルーリボンⅡのL尺車が継続して投入されている。また大型車が比較的多い一方で、しょうぶ園循環や衣35系統に使われる中型車が在籍している。中型車はいすゞ・エルガミオ、日野レインボーⅡが在籍している。2011年からは低公害車として日野・ブルーリボンシティハイブリッド、2013年からはいすゞエルガハイブリッドが投入された。
2016年以降は2代目日野ブルーリボンが投入され始めたが、2代目いすゞエルガは1台も投入されていない。
京急では早くからメーカーと共同開発した試作車を採用しており、衣笠営業所にも特注ワンステップバスが配備がされた。現在は在籍車両の過半数以上がノンステップバスである。
リムジン車は三菱ふそう・エアロエースとエアロバスなどが在籍し、横浜駅 - 横須賀西地区線で運用されている。